# K.k. Akademie für Orientalische Sprachen
Die Kaiserlich-königliche Akademie für Orientalische Sprachen (auch bekannt als Orientalische Akademie) wurde 1754 von Kaiserin Maria Theresia in Wien gegründet.

## Geschichte
Bereits 1674 begann man in Wien auf kaiserlichen Befehl mit dem Unterricht in türkischer und arabischer Sprache. Die Türkenkriege, aber auch der Wirtschafts- und Kulturaustausch hatten Dolmetscher nötig gemacht und das wissenschaftliche Interesse am Orient erwachte.
1754 gründete Kaiserin Maria Theresia auf Vorschlag von Wenzel Anton Graf Kaunitz die Kaiserlich-königliche Akademie für Orientalische Sprachen, an der orientalische Studien neben Türkisch, Persisch und Arabisch gelehrt wurden. Die meisten Studenten traten in den diplomatischen Dienst ein, wo sie aufgrund ihres Alters „Sprachjünglinge“ genannt wurden.

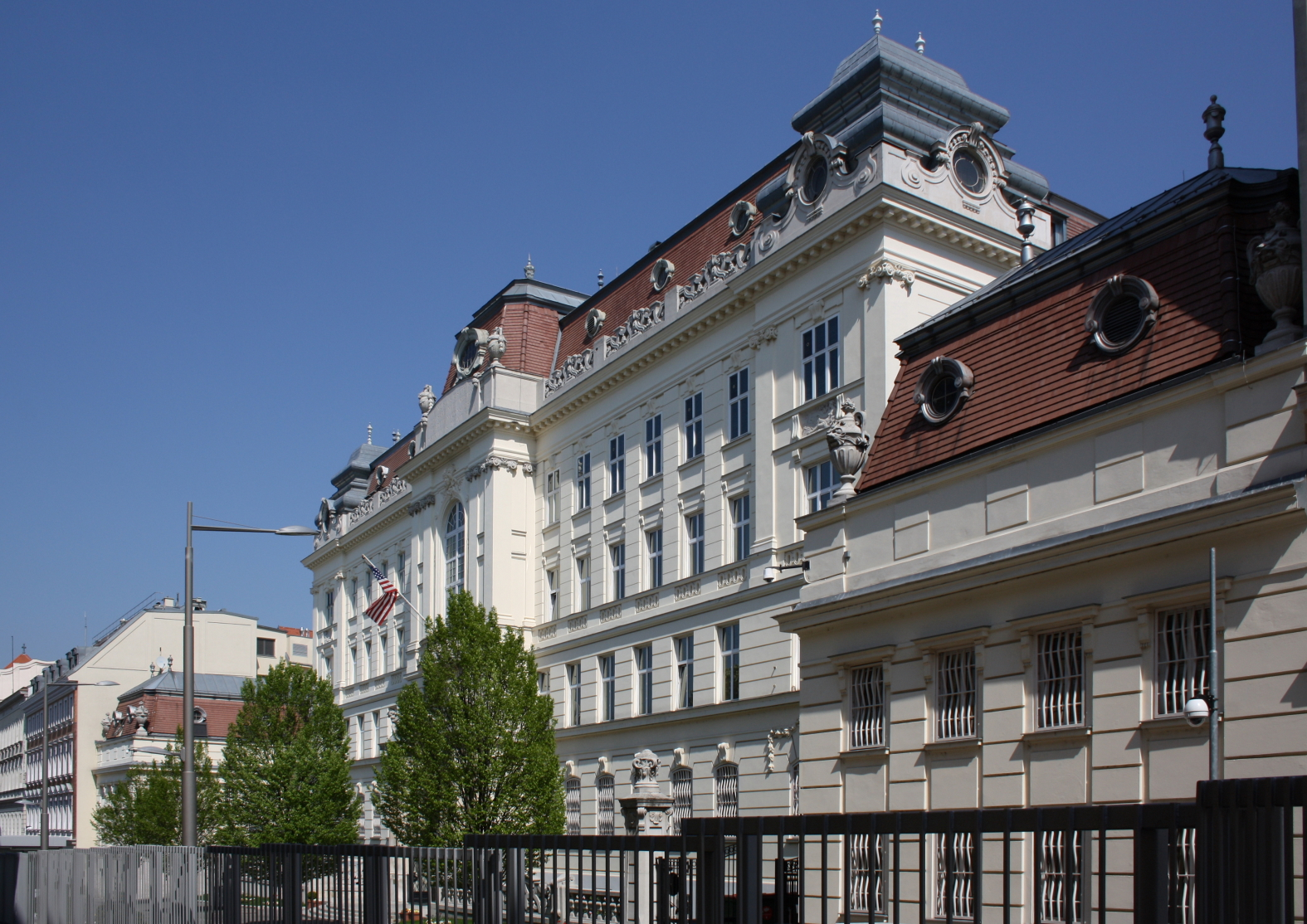
Das Gebäude, in dem die Konsular-Akademie (Nachfolgeorganisation der K.k. Akademie für Orientalische Sprachen) residierte, jetzt Sitz der US-Botschaft.

 Am Ende des 19. Jahrhunderts wurde die Orientalische Akademie neu organisiert und in Konsular-Akademie umbenannt. 1902 übersiedelte die Akademie in ein vom Architekten Ludwig Baumann neu errichtetes Gebäude in der Boltzmanngasse. Nach dem „Anschluss“ 1938 wurden von den neuen nationalsozialistischen Machthabern die Aktivitäten der Akademie stark eingeschränkt. Ab 1941 wurde das Gebäude als Lazarett für die deutsche Armee genutzt. 1947 wurde es um 392.139 Dollar von der US-Regierung gekauft. Anfangs diente es als US-Gesandtschaft und ab 1951 als Botschaft der Vereinigten Staaten in Wien. Die Akademie wurde 1964 als Diplomatische Akademie Wien im Gebäude des Theresianums wiedereröffnet.
Einer der berühmtesten Studenten war Joseph von Hammer-Purgstall.